# Marianne von Willemer
Marianne von Willemer (née Pirngruber (ou Jung?) le 20 novembre 1784 à Linz (?) et morte le 6 décembre 1860 à Francfort-sur-le-Main) est une comédienne, chanteuse (soprano) et danseuse autrichienne.

## Biographie
Marianne von Willemer s’installa à Francfort à l'âge de 14 ans, pour devenir la troisième épouse du banquier Johann Jakob Willemer.
Goethe, ami de ce dernier, vit Marianne de 1814 à 1815 et l'immortalisa dans Le Livre de Souleika de son dernier grand recueil, le Divan occidental-oriental.
De toutes les muses de Goethe, Marianne fut la seule à collaborer explicitement à ses compositions, car le Divan incorpore (mais cela ne fut rendu public que de façon posthume) quelques poèmes de sa plume.